# 精霊伝説ヒューディー
『精霊伝説ヒューディー』は、大野安之の漫画作品。角川書店「コンプティーク別冊 コミックコンプティーク1988年5月創刊号」（5号から誌名を月刊コミックコンプと変更）より第1巻収録分のみ連載された。

## 概要
単行本はコミックコンプに掲載された第1巻「第一部 急ぎ歩きの迷い子（前編）」と、書き下ろしの形で刊行された第2巻「第一部 急ぎ歩きの迷い子（後編）」、第3巻「第2部 モノセロスの呪縛 〜魔人露宮編〜」（おおのやすゆき名義）の3巻のみ刊行以下未完のまま中断。
外伝として『精霊伝説ヒューディー外伝 ローティスなあじゃ』が刊行されている。

### キャラクターとしての滸蝶
- コミックコンプ連載以前に滸蝶（ヒューディー）は、大野安之の初期作品『That's!イズミコ』〜澪篝火(単行本バイ・ポーラー編第一回)に、かつて復讐の相手を求めて大地を駆け巡ったことがある精霊として登場する。また、『C-LIVE』(夢元社)には習作と思われる短編作品「暗潮」「革命祭」が発表されている。暗潮では滸蝶、フゥディエと名乗っている。『精霊伝説ヒューディー』冒頭でこの物語の内容が語られる。1年半前の出来事である。革命祭に登場する精霊はフゥーディーと名乗り、滸蝶とは呼ばれておらず完全な精霊として登場している。
- 連載後の作品としては、『スーパーコンプVol.1』(角川書店)に続編『モノセロスの呪縛 〜精霊呪縛編〜』が掲載されるも、これ以降正伝としての物語は描かれていない。

外伝として、コミックコンプに「精霊伝説ヒューディー外伝 星から来た子」と「精霊伝説ヒューディー外伝 ローティス・ナージャ」が掲載される。この作品は後に『ガンガンファンタジー』誌で「ローティスなあじゃ」として連載される。
滸蝶が描かれるストーリーとしては、仙女玲瓏が登場する『精霊伝説ヒューディー外伝「ローティスなーじゃ-石の竜-」』(『ガオ!増刊「爆れつハンター」』(メディアワークス)掲載)が、外伝としても現在のところ最後の作品である。
- 『精霊伝説ヒューディー外伝 ローティスなあじゃ』に登場するヒューディーは、雑誌掲載時にはそれまでの設定に沿うものであったが、単行本化される際に「仙女玲瓏（リンロン）」と改名・設定変更され、術の名称も変えられた。

## あらすじ

### 物語導入部
『大地上』…文字通り無限に大地が広がる世界。
- 人間・精霊・竜・獣人・機器人・邪魅、様々な種族が存在している。

第一部 急ぎ歩きの迷い子
- ヒューディーは精霊でありながら、その出生から、人間の属性を大きく引きずった半人半精霊。
- 物語序盤、恩人を它省【ターしょう】特捜局副長玄明【ジュアミン】に殺され、復讐と自分探しのために它省首都它蕃【ターファン】に向かう。
- 它蕃で、ヒューディーは、治安局の弾圧に抵抗する咬素【ヤオズ】ら河川組合の抗争に係わり、它蕃の政治的権力中枢"大内裏"に、精霊と相反する邪魅の存在を察知し、敵対する。
- 河川組合のアジトでヒューディーは、初めて健全な精霊、香魂【ジャンハン】と出会い、精霊の基礎を学ぶ。なぜ它蕃の邪魅に対抗しないのかと憤るヒューディーに、精霊は元来、他種族に干渉できないものだが、人の属性を持ち、「殺劫を持つ精霊」であるヒューディーだけが、精霊として人間社会に係わることができる、この街の邪魅と戦う役割はヒューディーにあり、それを倒した時に本当の精霊に成るのであろうと諭す。
- ヒューディーは、大内裏との抗争のなか、特捜局長仇生【チュセン】の放った制精霊禁詛弾に倒れてしまう。だが人間部分が畏怖で抑えていた精霊部分のタガが外れ、巨大炎官形態で顕現、軍の戦艦を瞬殺、内陣に居た多数の神官・近衛の呪詛をものとせず、それらごと大内裏を巨大な結界で封じた。

## 登場人物

### 第一部
- 滸蝶【ヒューディー】- 殺劫をもつ精霊

精霊は精神を持ったエネルギー体であり、個体の個性と記憶は永遠に保持されるが、個体活動は有限であり、再生を要する。「殺劫をもつ精霊」とは、再生の際に人間をモデルとして出現し、人間と係わり合い、争いを求め、時に真の精霊への脱皮に際し、自らの人間属性を殺す必要がある精霊を云う。
- 玄明【ジュアミン】- 特捜局副長

它省による国外文化調査隊の元隊員で、生きて戻ったのは玄明と李欣だけだった。
術者としての自分の力を強めること、そしてその自分の戦闘能力を試すこと生きる目的としている。
李欣殺害の際、ヒューディーが半精霊と知ると、術・力の頂点である精霊との闘いを望み、恩讐を含めて它蕃に向かう動機を与えた。
- 李欣【リジン】

国外文化調査隊の元隊長。調査後、它省を離れ隠遁していた。
- 凡【ファン】

李欣と居た女性、玄明により李欣と一緒に殺害された。
- 学者（がくしゃ）

ヒューディーを9年間育てた義父。物語開始2年前に亡くなっている。
- 咬素【ヤオズ】- 它蕃河川組合のリーダー

河川組合は它蕃の地下に無秩序に掘られた水路を管理する自治組織だったが、国外文化調査の後に大内裏が行った「大改革」以降、非合法な要排除組織の指定を受けて地下に潜り、反政府色を増した。
- 香魂【ジャンハン】- 精霊

精霊であるため直接的な介入はできないが、邪魅の存在と地霊を憂いて河川組合に肩入れしており、人間の属性を持つヒューディーを呼び寄せ、精霊としての生き方と運命を教えた。
- 天禄【チャンルウ】&辟邪【ビグジィ】- 霊獣

香魂がヒューディーに与えた精霊の使い獣。普段はヒューディーのイヤリングになっている。
- 慧小【ヒューチャオ】- 它蕃の少女

精霊の社に詣でてヒューディーと出会う。
- 仇生【チュセン】- 特捜局局長

邪魅の僕。人間を蔑む。大帝の復活が至上であり、它省の全人民を供物に捧げると宣言する。
- 近衛

邪魅の僕。它省を支配する為政者。封じられた主人である大帝の復活を謀り、内裏大極殿にある異次元への門『奥の扉』を開けようとしている。
- 大帝（たいてい）-　絶遁【ジュエダン】の一個体

它省の歴史開闢時に、現它蕃の地に封印された大厄災。ちなみに「絶遁」の名はウルトラ怪獣のゼットンから。

### 第二部
- 紗叡【シャルーエ】- 潤の王女

アマツバメの姿で機械鳥に追われているところをヒューディーに助けられる。
潤の都のは八日前に露宮率いる角省軍に征服されており、全国民が露宮によって姿を動物に変えられて角省に連れ去られている。紗叡は術に優れ、露宮の術を一部中和し、逃げ延びていた。
- 暴棍【バオガン】- 蒼竜

通りかかったヒューディーを、自分を捕らえにきた角省の手下と勘違いして撃退しようとするが、押さえつけられ、角角角についての情報を与える。
- 朱仲【ズィーゾン】- 庚珊省の龍王

庚珊省の国王でありながら、「露宮とかの面見てくる」と龍形態で一人出立し、先行した密偵3人と共に、ヒューディーが起こした混乱に乗じて角省に潜入する。
- 露宮【ルーゴン】- 仮面

角角角の第一臣下、実働部隊の指揮官。子瑛を角角角の呪縛により支配する。
- 子瑛【ザイエン】- 精霊

昆省辺りで「殺劫をもつ精霊」として知られた精霊。角角角に捕らえられ呪縛をかけられている。
- 角角角【ジャオジュージュー】- 一角獣(モノセロス)

一角獣の角は、他者の如何なる願いも叶えるが、自分の願いを叶えることはできない。
角角角は大地を欲し、その願いを同族の角で叶えようとするが拒否され戦いを挑み、敗れて封じられた。
3万年を超えて目覚めた角角角は同族を恨み、再び闘いを挑み天界へ攻め込むべく、同族が施した最大の呪縛を解くのに必要な7人の精霊を捕らえようとしている。
- 角晶娘々【ルージンニャンニャン】

角角角が造った女性型戦闘員。
- 麗摩【リーマ】

角晶娘々として造られたが闘いを拒み、角晶娘々から裏切り者扱いされている。
露宮の庇護下にある。
- 不濁【ブシュウ】- 龍

角角角配下の龍。朱仲と因縁がある。
- 機器人
- オービノバノス級戦艦
  - 琴高【キンガオ】
  - 黄敬【ヒューアンジン】
  - 劉京【リュジン】

## 単行本
- 角川書店 COMP COMICS DX
- 精霊伝説ヒューディー (1) ISBN 4-04-712002-2
- 精霊伝説ヒューディー (2) ISBN 4-04-712006-5
- 精霊伝説ヒューディー (3) ISBN 4-04-712019-7